# Pablo Iglesias Posse
Pablo Iglesias Posse (Ferrol, La Coruña, 17 de octubre de 1850-Madrid, 9 de diciembre de 1925) fue un político español de ideología marxista, fundador del Partido Socialista Obrero Español (PSOE) y de la Unión General de Trabajadores (UGT). Considerado el padre del socialismo en España, su figura es reivindicada y mantenida por la Fundación Pablo Iglesias.

## Infancia
Hijo de Pedro Iglesias y de Juana Posse, después de la muerte de su padre, Pablo, su hermano menor, Manuel (que más tarde moriría de tuberculosis), y su madre se marcharon a Madrid. El viaje lo hicieron a pie su madre y él, mientras que su hermano pequeño fue enviado con antelación. Al llegar a Madrid, donde esperaban acogerse a la ayuda de un familiar, el hermano de su madre que trabajaba en esa ciudad, se encontraron que este había fallecido y estaban desamparados. Se instalaron en una buhardilla en el número 8 de la calle de la Morería. Apenas un año después de su llegada a Madrid, Pablo fue internado en el Real Hospicio General de Pobres del Ave María y Santo Rey Don Fernando. Este hecho afectaría fuertemente a su salud y le condicionaría para el resto de su vida, sufriendo gran número de achaques heredados de las duras condiciones de su infancia. Allí aprendió el oficio de tipógrafo, al comenzar a colaborar desde 1861 en la elaboración del periódico matutino La Iberia, que circulaba desde el año 1854. Allí también entabló relación con Augusto Burgos, redactor y colaborador en revistas como Revista Mensual de Agricultura, El Fomento, Miscelánea o el Boletín de Agricultura, Industria y Comercio. Burgos incluso propuso la adopción de Pablo Iglesias, pero la fuerte relación del joven con su madre lo impidió. 
En la Navidad de 1862, el joven Pablo se escapó a ver a su madre a la pequeña buhardilla de la calle Morería, lo que le supuso fuertes castigos, ya que la elaboración de la revista en el hospicio impedía abandonar el centro durante esos días a los muchachos que trabajaban como tipógrafos y aprendices. Este episodio en su vida fue clave para el devenir del líder obrero. Apenas un año después, el 23 de mayo de 1863, fue dado de baja en el registro del hospicio tras escaparse una vez que adquirió la habilidad necesaria para mantener a su familia. Acabando sus estudios primarios y de tipografía, entró a trabajar en una imprenta a la vez que asistía a clases nocturnas de francés pagadas por él mismo.

## Juventud
Comenzó a trabajar en una imprenta situada entre la calle Ancha de San Bernardo y la calle del Álamo, frente a la universidad. En esta imprenta se confeccionaba el Diario Universal, aparecido el 2 de enero de 1863. Pasó por otras pequeñas imprentas madrileñas donde, tras años de trabajo, consigue desarrollar un círculo de compañeros que quedará definitivamente cerrado tras el ingreso de Pablo Iglesias en la sección de tipógrafos de la Federación Madrileña de la Internacional.
Durante el Sexenio Revolucionario (1868-1874), comienza su formación de tipo autodidacta. La precariedad constante en la que vivía junto a su familia debido al pequeño salario de aprendiz de tipógrafo, no le permitía acudir a las constantes tertulias como sí lo hacían tipógrafos asentados. Aun así, comenzó a asistir a las charlas académicas impartidas en los locales del Colegio Internacional o el de San Carlos, donde escuchó a Francisco Giner de los Ríos o a Miguel Echegaray y Raimundo Fernández Villaverde. No obstante, Joan Serrallonga ha admitido que no será esta la verdadera formación del joven tipógrafo, sino que irá llegando progresivamente a lo largo de las relaciones y lecturas que entablará a lo largo de las últimas tres décadas del siglo XIX.
La asistencia de Pablo Iglesias a las clases impulsadas por el ministro Manuel Ruiz Zorrilla en los locales pertenecientes al Ministerio de Fomento, dotarían a Pablo Iglesias de las herramientas necesarias para la articulación de sus pensamientos. Si bien es cierto, no se llevaba a cabo una enseñanza reglada, se abordaban gran diversidad de temas y grados de comprensión, incluyendo los elementos más básicos del lenguaje francés.

## Inicios de la militancia
Uno de los hitos en la vida de Pablo Iglesias llegará el día 26 de junio de 1870, momento en el cual los tipógrafos madrileños le elegirán junto a otros dos compañeros, como delegado al consejo local de la AIT. Apenas un año después, aparecerá el primer escrito de su autoría en el boletín Solidaridad titulado «La Guerra». Un alegato al pacifismo que ha pasado a la historia del socialismo español no solo por ser el primer texto publicado por Pablo Iglesias, sino por ser uno de los primeros artículos críticos con la idea de la guerra y las repercusiones que con ella sufría el Estado y la Clase Trabajadora. En 1874 fue elegido presidente de la Asociación General del Arte de Imprimir.
Serán estos años de persecución y violencia, como la acaecida contra la reunión de los internacionalistas, encontrándose en ella Pablo Iglesias, el día 2 de mayo en el Café Internacional. Este suceso, orquestado y tolerado por el Ministerio de Gobernación, hizo comprender a las sociedades obreras, que la postura sería muy dura contra ellos. Será durante estos años cuando aparezca el periódico semanal La Emancipación, que servirá como nexo a los grupos obreros madrileños, editado en sus primeros momentos desde Lisboa, debido a la represión que se estaba desarrollando contra la Internacional.
El ascenso al poder de Sagasta en 1881 será clave para el endurecimiento del control sobre las organizaciones obreras pertenecientes a la Internacional, solo defendidas en las Cortes por Pi y Margall. Pero el movimiento de las tesis obreristas se hará imparable con el establecimiento de Paul Lafargue, teórico revolucionario marxista y médico, casado con la hija de Karl Marx, Laura Marx. A partir de este momento, Pablo Iglesias iniciará correspondencia con Friedrich Engels. Serán los años que fragüen el ideal del Partido Socialista Obrero.

## La fundación del partido y el sindicato obreros

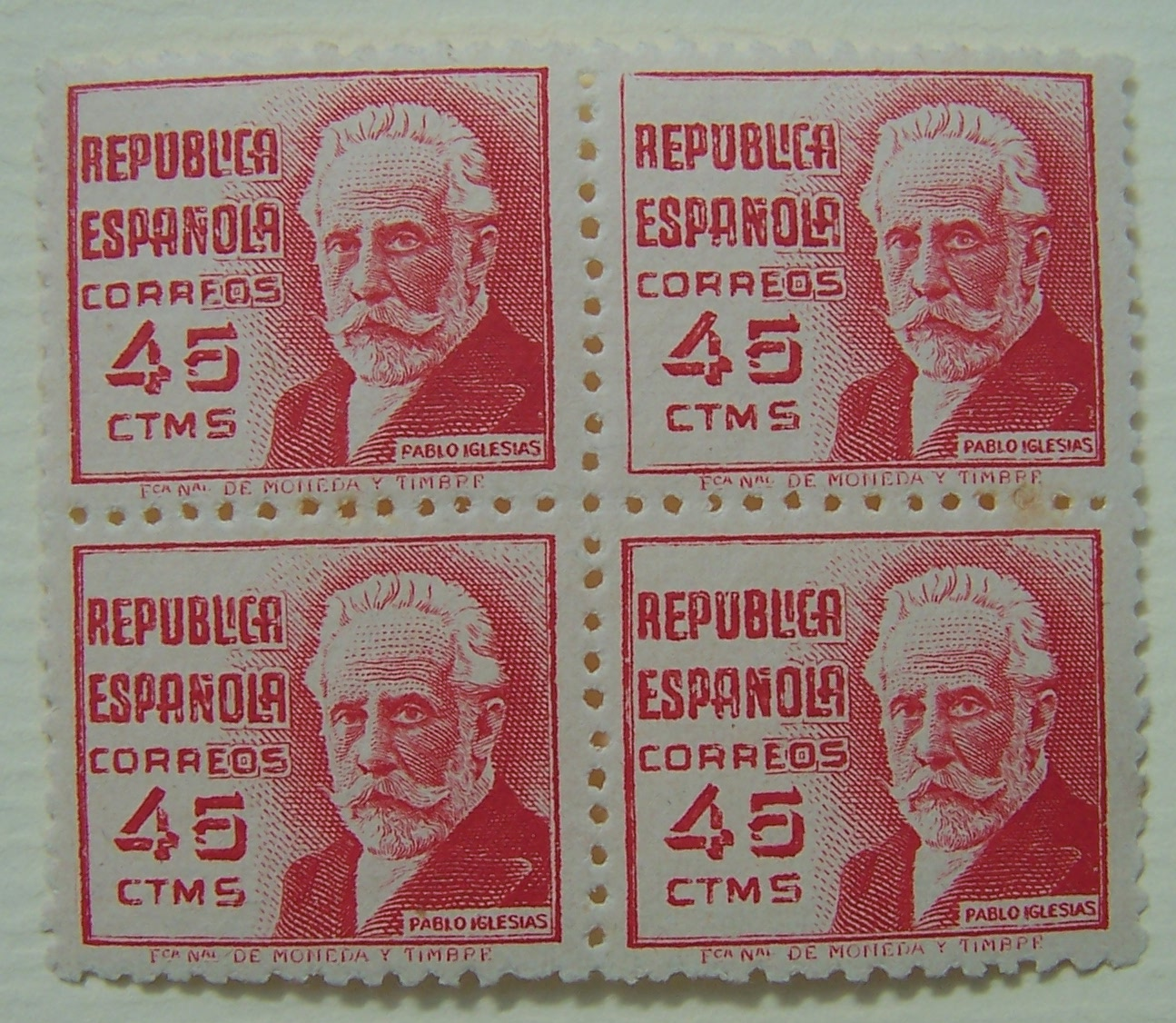
Pablo Iglesias en un sello de la Segunda República Española, 1937

Tras su ingreso en la Federación Madrileña de la AIT, comenzó a sufrir persecuciones y despidos por parte de distintas imprentas hasta que en 1874 consiguió acceder a la presidencia de la Asociación General del Arte de Imprimir. Desde este puesto comenzó a preparar desde la clandestinidad un nuevo partido político de corte obrero-socialista, que culminó el 2 de mayo de 1879 con la fundación del PSOE en la taberna Casa Labra situada en la calle Tetuán, a la que asistieron veinticinco compañeros: dieciséis tipógrafos, cuatro médicos, un doctor, dos joyeros, un marmolista y un zapatero.
Llevó una vida de gran austeridad, identificado con la pobreza de la clase trabajadora de aquellos años. Durante un tiempo, llegó a vivir en la redacción de El Socialista, órgano de expresión del partido obrero y que sirvió para articular el socialismo español en los años de surgimiento. Con frecuencia este fue su único salario. Su única afición era la zarzuela, que al parecer cantaba con arte.
En 1885, tras abandonar la presidencia de la Asociación General del Arte de Imprimir consiguió el máximo puesto en la Federación Tipográfica Española. El 12 de mayo de 1886 sale a la luz el primer número de El Socialista, revista de corte obrero-sindicalista fundada por él mismo y que se continúa editando en la actualidad. En 1888 fundó la Unión General de Trabajadores, accediendo a su presidencia en 1889. Este mismo año acudió al Congreso fundacional de la Segunda Internacional como representante portavoz del PSOE.

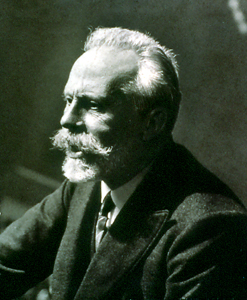
Pablo Iglesias

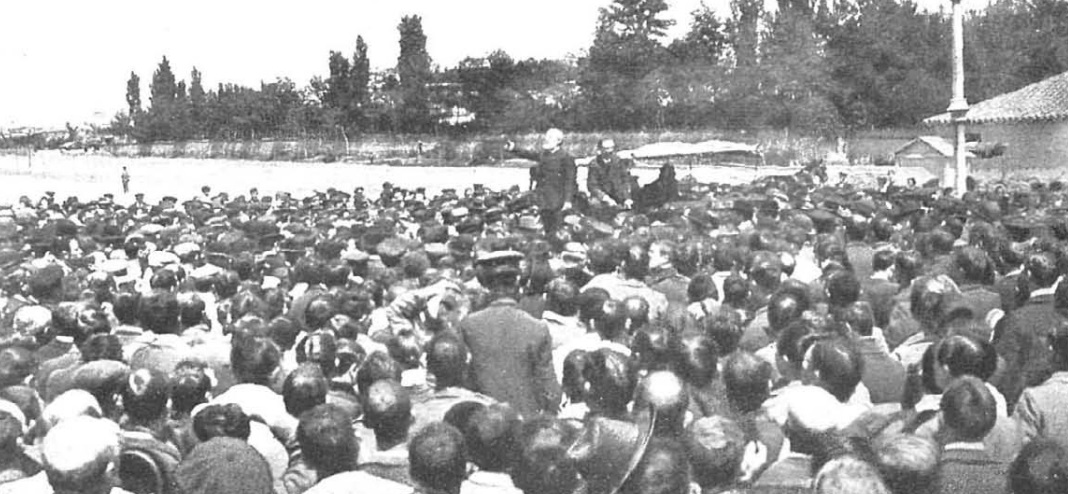
Pablo Iglesias en abril de 1905 dirigiendo la palabra a los obreros antes de disolverse un acto de protesta por el desastre del hundimiento del tercer depósito del Canal de Isabel II y de recuerdo a las víctimas de este (fotografía de Campúa).

En 1890[cita requerida] encabezó la primera manifestación del 1 de mayo en España, en que se exigía la jornada laboral de 8 horas y el cese del empleo de niños en actividades laborales. También en ese año celebró el II Congreso del PSOE, en que se decidió participar en las elecciones como partido republicano de corte obrero-socialista. De hecho, Pablo Iglesias, Largo Caballero y García Ormaechea salieron elegidos concejales por Madrid en las elecciones municipales de noviembre de 1905. 
Ejercería de concejal en el Ayuntamiento de Madrid en dos períodos (1906-1910 y 1914-1918).
En 1908 fundó la Casa del Pueblo de Madrid. En 1909 estuvo detenido dieciocho días en relación con los sucesos de la Semana Trágica de Barcelona, al firmar un manifiesto convocando a la huelga general.
En 1910 el PSOE consiguió su primer diputado de la historia en el Congreso, cuyo sillón ocupó Iglesias, y en sucesivas elecciones, en coalición con los republicanos, fue incrementándose el número de representantes. En 1919 cesó parcialmente de sus obligaciones políticas a causa de una pulmonía y una salud cada vez más resentida. 
En 1920 y 1921 el PSOE sufrió la escisión de dos grupos partidarios de adherirse a la Internacional Comunista (III Internacional) convocada por Lenin. Estos grupos (Partido Comunista Español y Partido Comunista Obrero Español, descontentos con la moderación del PSOE), acabaron fundando el Partido Comunista de España.
El 16 de noviembre de 1921 se habría casado por lo civil con Amparo Meliá Monroig, con quien había mantenido una relación durante casi tres décadas y a cuyo hijo, Juan Almela Meliá, había en la práctica adoptado. Murió en Madrid el 9 de diciembre de 1925 y su cadáver fue embalsamado y expuesto en la capilla de la Casa del Pueblo de la capital española; 150 000 ciudadanos acudieron a su funeral.

## Historia del busto

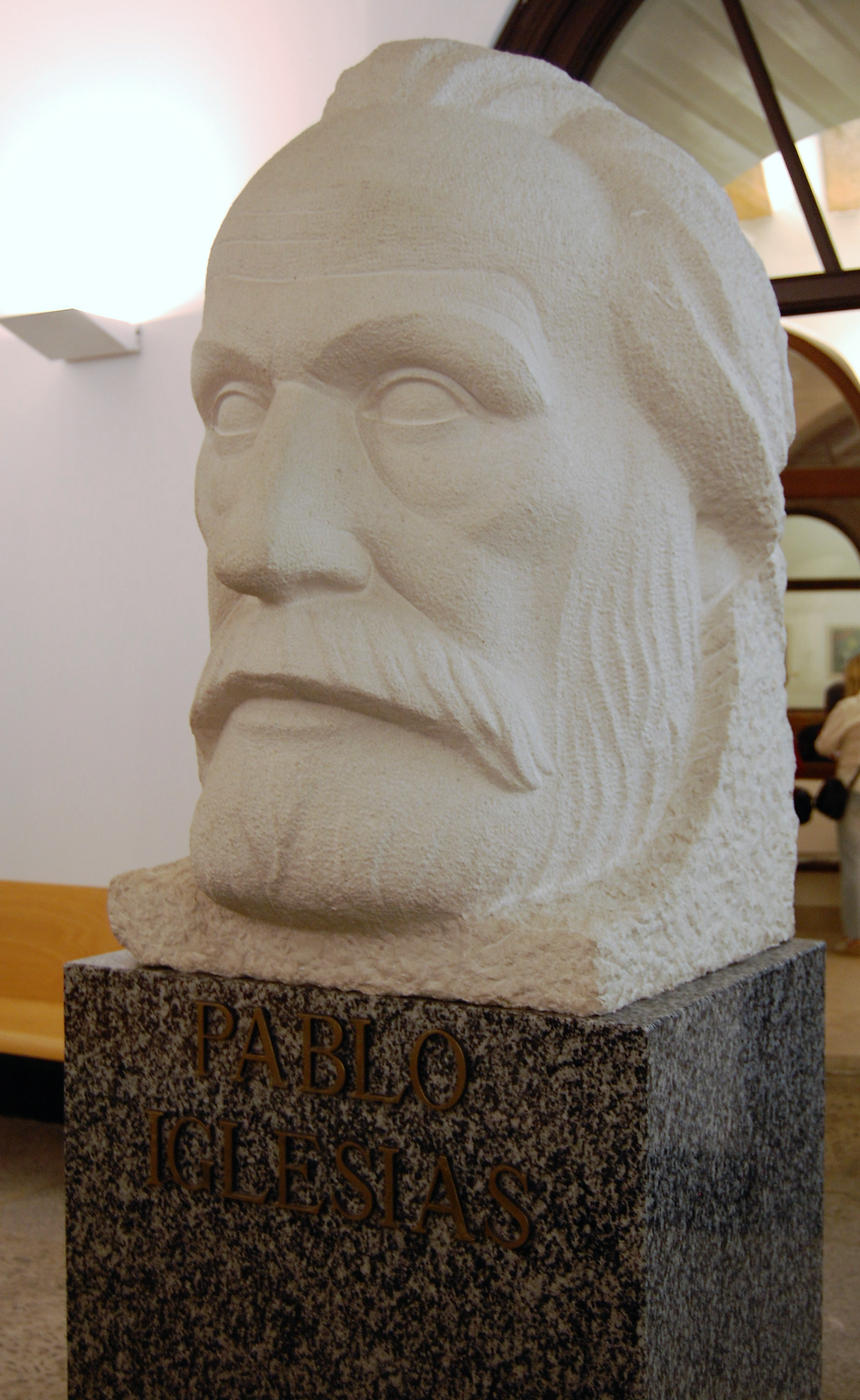
Busto de Pablo Iglesias (José Noja, 2001), réplica de la obra original de Emiliano Barral. Conservado en los Archivos del Movimiento Obrero en Alcalá de Henares.

El 7 de febrero de 1979 fue desenterrada en los jardines de Cecilio Rodríguez, en el parque del Retiro de Madrid, la cabeza de Pablo Iglesias hecha por el escultor Emiliano Barral, que formaba parte del conjunto monumental que la ciudad de Madrid erigió al líder socialista en las inmediaciones de la Moncloa. El monumento fue destruido en 1939, tras la victoria franquista, y sus restos usados para construir parte de la tapia del Retiro. Dos miembros de la cuadrilla de demolición, bajo la dirección de José Pradal (arquitecto de los jardines de Madrid), evitaron que se destruyese la cabeza de Iglesias y la ocultaron finalmente bajo el suelo de uno de los jardines del parque madrileño. Quedó un plano del lugar, que conservaría la familia de Gabriel Pradal durante años. En 1979, la familia Pradal, a través de Máximo Rodríguez, entregó el plano al secretario general del PSOE y se procedió a desenterrar la escultura escondida, que luego pasó a ser expuesta permanentemente en la sede del partido en la calle Ferraz de Madrid. Una réplica del busto, esculpida por José Noja, se conserva en los Archivos del Movimiento Obrero en Alcalá de Henares desde el año 2001.